# Aechmea rubiginosa
Aechmea rubiginosa är en gräsväxtart som beskrevs av Carl Christian Mez. Aechmea rubiginosa ingår i släktet Aechmea och familjen Bromeliaceae. Inga underarter finns listade i Catalogue of Life.